# حراث (الرجم)

تعديل مصدري - تعديل

حراث هي إحدى قرى عزلة غالب ربيعي بمديرية الرجم التابعة لمحافظة المحويت، بلغ تعداد سكانها 116 نسمة حسب تعداد اليمن لعام 2004.